# 연층

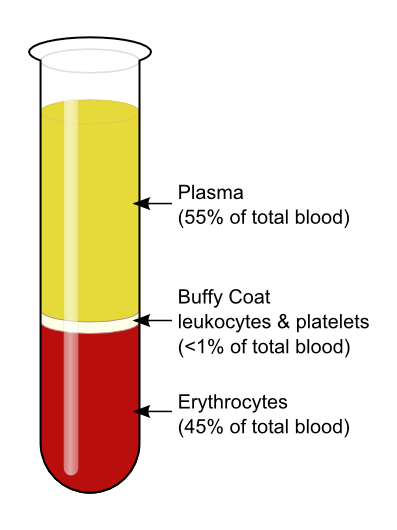
원심분리 후 혈액 성분

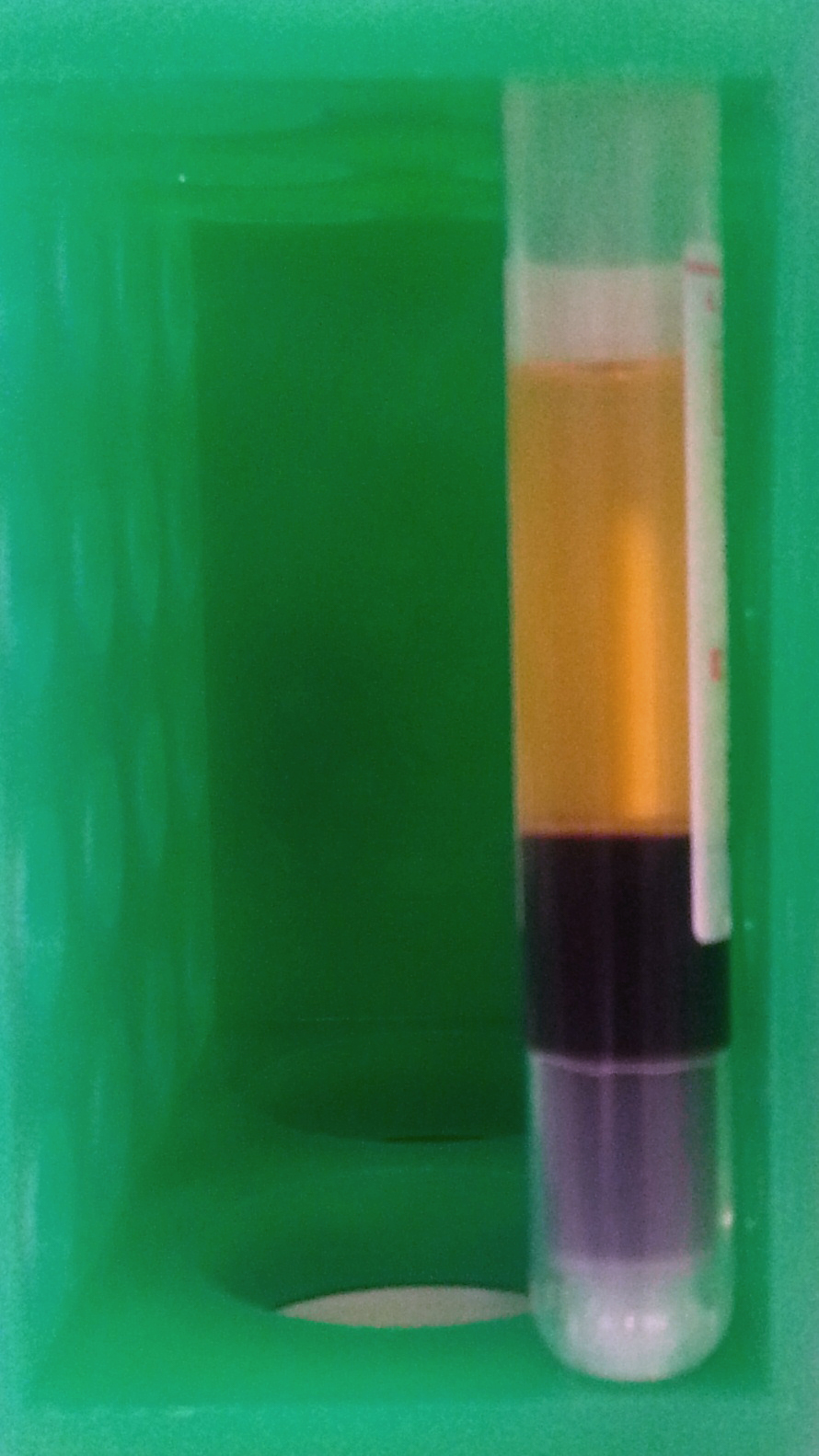
원심분리에 의해 분리된 인간의 혈액. 혈장(위), 연층(중간의 흰색 층), 혈구(아래)로 구분된 것을 볼 수 있다.

연층(영어: buffy coat)은 혈액을 원심분리한 후 나오는 층의 일부로 대부분의 백혈구와 혈소판을 포함하는 면역 반응 및 항응고 작용을 하는 세포가 모인 층이다.

## 설명
혈액을 원심분리한 후 투명한 액체층(혈장), 대부분의 적혈구를 포함하는 붉은 액체층(혈구), 그 사이의 얇은 층으로 구별할 수 있다. 혈액 샘플 총 부피의 1% 미만을 구성하는 연층(보통 색상이 담황색)에는 대부분의 백혈구와 혈소판이 포함된다. 연층은 일반적으로 희끄무레하지만 때때로 혈액 샘플에 녹색 골수세포형과산화효소가 높은 호중구가 많이 포함되어 있는 경우 녹색을 띈다. 연층의 아래 층에는 과립구와 적혈구가 포함된다.
연층은 일반적으로 DNA 추출에 사용되며 백혈구는 약 10배 더 농축된 유핵 세포 공급원을 제공한다. 포유류의 적혈구는 핵이 없고 DNA를 포함하지 않기 때문에 포유류의 혈액에서 추출된다. 일반적인 프로토콜은 향후 DNA 분리를 위해 연층 표본을 저장하는 것이며 이들은 수년 동안 냉동 보관 상태로 유지될 수 있다.
일부는 피콜 밀도 구배로 세포를 분리할 때 연층을 참조한다.

## 진단 용도
혈액 성분의 원심 층화를 기반으로 하는 정량적 연층(QBC)은 말라리아 기생충 및 기타 혈액 기생충을 검출하기 위한 실험 방법이다.
아크리딘 오렌지(형광 염료)로 코팅된 QBC 모세관에 혈액을 채취하고 원심분리한다. 형광성 기생 적혈구는 적혈구와 연층 사이의 경계면에서 자외선 형광현미경으로 관찰할 수 있는 층에 집중된다. 이 검사는 기존의 혈액 도말 검사보다 더 민감하며 사례의 90% 이상에서 기생충 종도 식별할 수 있다.
백혈구 수가 극도로 낮은 경우 다양한 유형의 백혈구를 수동으로 감별하는 것이 어려울 수 있으며 자동 감별을 얻는 것이 사실상 불가능할 수 있다. 이러한 경우 임상병리사는 혈액 도말을 만드는 연층을 얻을 수 있다. 이 도말 검사에는 전혈보다 훨씬 더 많은 수의 백혈구가 포함되어 있다.

## 같이 보기
- 백혈구
- 피콜
- 말라리아